# Campeonato de Fórmula 2 da FIA
O Campeonato de Fórmula 2 da FIA é uma categoria de automobilismo criada em 2017, após a renomeação da competição que até então ocupava seu lugar, a GP2 Series.
A Fórmula 2 foi concebida para tornar a corrida acessível para as equipas e para oferecer um ambiente de treinamento perfeito para a vida na Fórmula 1, sendo obrigatório para todas as equipes usar o mesmo chassi, motor e fornecedor de pneus para refletir a verdadeira capacidade do piloto. As corridas da categoria são realizadas principalmente em circuitos europeus, mas também são disputadas em outros circuítos internacionais, bem como com as suas mais recentes corridas na temporada de 2017 no Circuito Internacional do Barém, no Barém, e no Circuito de Yas Marina, nos Emirados Árabes Unidos.

## Sistema de numeração
O sistema de numeração empregado atualmente no Campeonato de Fórmula 2 da FIA se baseia na classificação das equipes da temporada anterior (semelhante ao sistema de numeração da Fórmula 1 entre 1996 e 2013), sistema este que é usado desde a criação da GP2 Series em 2005.

## Fim de semana de corrida
Na sexta-feira, os pilotos têm uma sessão de treinos livres de 45 minutos e uma sessão de qualificação de 30 minutos. A sessão de qualificação decide a ordem do grid de largada para a corrida de sábado que tem um comprimento de 180 quilômetros (112 milhas).
Durante a corrida de sábado, cada piloto tem que fazer um pit stop em que pelo menos dois pneus têm de ser trocados.
No domingo, há uma corrida de sprint de 120 quilômetros (75 milhas). A grelha é decidida pelo resultado de sábado com o top 8 sendo invertido, assim que o excitador que terminou 8º em sábado começará da posição de pole e o vencedor começará de 8º lugar.

### Sistema de pontuação
A corrida mais longa recebe pontuação similar a da Fórmula 1:
| Pontos na corrida longa | Pontos na corrida longa | Pontos na corrida longa | Pontos na corrida longa | Pontos na corrida longa | Pontos na corrida longa | Pontos na corrida longa | Pontos na corrida longa | Pontos na corrida longa | Pontos na corrida longa |
| 1º                      | 2º                      | 3º                      | 4º                      | 5º                      | 6º                      | 7º                      | 8º                      | 9º                      | 10º                     |
| ----------------------- | ----------------------- | ----------------------- | ----------------------- | ----------------------- | ----------------------- | ----------------------- | ----------------------- | ----------------------- | ----------------------- |
| 25                      | 18                      | 15                      | 12                      | 10                      | 8                       | 6                       | 4                       | 2                       | 1                       |

O top 8 na corrida mais curta recebe os pontos da seguinte forma:
| Pontos na corrida de sprint | Pontos na corrida de sprint | Pontos na corrida de sprint | Pontos na corrida de sprint | Pontos na corrida de sprint | Pontos na corrida de sprint | Pontos na corrida de sprint | Pontos na corrida de sprint |
| 1º                          | 2º                          | 3º                          | 4º                          | 5º                          | 6º                          | 7º                          | 8º                          |
| --------------------------- | --------------------------- | --------------------------- | --------------------------- | --------------------------- | --------------------------- | --------------------------- | --------------------------- |
| 10                          | 8                           | 6                           | 5                           | 4                           | 3                           | 2                           | 1                           |

O piloto que conquistar a pole position após a classificação final do Treino classificatório de sexta-feira será premiado com 2 pontos.
‎Em cada corrida, 1 ponto será dado ao piloto que alcançar o tempo de volta mais rápido, desde que ele esteja entre os 10 primeiros da classificação final da corrida. O maior número de pontos que um piloto pode marcar em um fim de semana é 39.
O piloto que marcar a volta mais rápida tem que cumprir pelo menos 90% das voltas da corrida e deve terminar a corrida no top 10 para ser elegível aos pontos da volta mais rápida.

## Circuitos
| † | Circuitos atuais (para temporada de 2022) |

| Circuito                           | Mapa | Temporada(s)    | Total |
| ---------------------------------- | ---- | --------------- | ----- |
| Circuito Internacional do Bahrein† |      | 2017-2021       | 6     |
| Circuito Urbano de Baku†           |      | 2017-2019, 2021 | 4     |
| Circuito de Barcelona-Catalunha†   |      | 2017-2020       | 4     |
| Autódromo Enzo e Dino Ferrari†     |      | 2022            | 0     |
| Hungaroring†                       |      | 2017-2020       | 4     |
| Circuito de Jerez                  |      | 2017            | 1     |
| Circuito Urbano de Jidá†           |      | 2021            | 1     |
| Circuito de Mônaco†                |      | 2017-2019, 2021 | 4     |
| Autódromo Nacional de Monza†       |      | 2017-2021       | 6     |
| Circuito de Mugello                |      | 2020            | 1     |
| Circuito Paul Ricard               |      | 2017-2018       | 2     |
| Red Bull Ring†                     |      | 2017-2020       | 5     |
| Circuito de Silverstone†           |      | 2017-2021       | 6     |
| Autódromo de Sóchi†                |      | 2018-2021       | 4     |
| Circuito de Spa-Francorchamps†     |      | 2017-2020       | 4     |
| Circuito de Yas Marina†            |      | 2017-2019       | 3     |
| Circuito de Zandvoort†             |      | 2022            | 0     |

## Campeões

### Pilotos
| Temporada | Piloto            | Equipe         | Poles | Vitórias | Pódios | Voltas rápidas | Pontos | Conquistado      | Margem |
| --------- | ----------------- | -------------- | ----- | -------- | ------ | -------------- | ------ | ---------------- | ------ |
| 2017      | Charles Leclerc   | Prema Racing   | 8     | 7        | 10     | 4              | 282    | Corrida 19 de 22 | 72     |
| 2018      | George Russell    | ART Grand Prix | 5     | 7        | 11     | 6              | 287    | Corrida 23 de 24 | 68     |
| 2019      | Nyck de Vries     | ART Grand Prix | 5     | 4        | 12     | 3              | 266    | Corrida 21 de 24 | 52     |
| 2020      | Mick Schumacher   | Prema Racing   | 0     | 2        | 10     | 2              | 215    | Corrida 24 de 24 | 14     |
| 2021      | Oscar Piastri     | Prema Racing   | 5     | 6        | 11     | 6              | 252,5  | Corrida 21 de 23 | 60,5   |
| 2022      | Felipe Drugovich  | MP Motorsport  | 5     | 5        | 11     | 4              | 265    | Corrida 25 de 28 | 101    |
| 2023      | Théo Pourchaire   | ART Grand Prix | 2     | 1        | 10     | 4              | 203    | Corrida 26 de 26 | 11     |
| 2024      | Gabriel Bortoleto | Invicta Racing | 2     | 2        | 8      | 2              | 214.5  | Corrida 28 de 28 | 22.5   |

### Equipes
| Temporada | Equipe         | Poles | Vitórias | Pódios | Voltas rápidas | Pontos | Conquistado      | Margem |
| --------- | -------------- | ----- | -------- | ------ | -------------- | ------ | ---------------- | ------ |
| 2017      | Russian Time   | 1     | 6        | 14     | 6              | 395    | Corrida 22 de 22 | 15     |
| 2018      | Carlin         | 2     | 1        | 17     | 2              | 383    | Corrida 23 de 24 | 33     |
| 2019      | DAMS           | 2     | 6        | 14     | 6              | 394    | Corrida 23 de 24 | 63     |
| 2020      | Prema Racing   | 0     | 6        | 15     | 3              | 392    | Corrida 23 de 24 | 37,5   |
| 2021      | Prema Racing   | 5     | 8        | 19     | 9              | 444,5  | Corrida 20 de 23 | 156,5  |
| 2022      | MP Motorsport  | 5     | 5        | 12     | 4              | 305    | Corrida 28 de 28 | 8      |
| 2023      | ART Grand Prix | 5     | 2        | 19     | 7              | 352    | Corrida 26 de 26 | 30     |
| 2024      | Invicta Racing | 2     | 2        | 8      | 2              | 214.5  | Corrida 28 de 28 | 34,5   |

## Tragédia em Spa-Francorchamps
Em 31 de agosto de 2019, foi registrado um gravíssimo acidente que culminou na morte do piloto Anthoine Hubert. O francês de 22 anos foi atingido pelo carro de Juan Manuel Correa durante a primeira prova do fim de semana da categoria realizada no circuito de Spa-Francorchamps, na Bélgica; um comunicado da FIA informou que Hubert foi levado ao centro médico do circuito após a batida e morreu às 18:35 no horário local (13:35 no horário de Brasília). Correa foi levado ao hospital em condição estável.